# هوپسن
مارکوس جمال هوپسُن (به انگلیسی: Marcus Jamal Hopson) معروف به هوپسن (به انگلیسی: Hopsin) هنرپیشه، رپر و کارگردان آمریکایی است. از جمله فیلم‌هایی که او در آن نقش داشته می‌توان به حرکت بزرگ مکس کیبل و "Fame" اشاره کرد. او همچنین برای ترانه‌هایش شناخته می‌شود.
او در فیلم آن را روشن کنید بازی کرده‌است.